# عاصی الحلانی

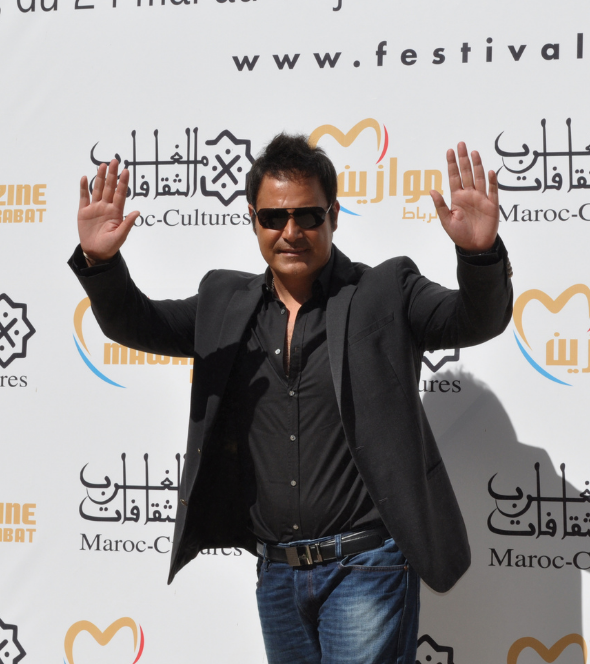

محمد مزین الحِلانی مشهور به عاصی الحلانی برگرفته از رود عاصی و به احترام عاصی الرحبانی، خواننده لبنانی است. ۲۸ نوامبر ۱۹۶۳ در بیروت زاده شده است. از خانواده‌ای بعلبکی لبنانی عراقی الاصل است و شیعه می‌باشد با ۱۳ برادر و خواهر. با ملکه زیبایی لبنان کولیت بولس ازدواج کرده و دو دختر (ماریتا و دانا) و یک پسر (ولید) دارد.